# Snutarna Greatest Hits
Snutarna: Greatest Hits är en skiva med prat och sånger från 1994, från TV-serien Snutarna. Sången "Vill du bli min polis" lanserades även på singelskiva 1994.
Musiken är skriven av Christer Sandelin, låten "Discodans" är skriven av Sandelin samt Hasse Gardemar.
Sången framförs till största del av Fredde Granberg och Peter Settman.

## Låtlista
1. The Snut Theme
2. Discodans
3. I mitt Moskva
4. Varför blev du polis
5. Busgrabb
6. I nattens hetta
7. Tuff & ball
8. På flygplatsen
9. Casiono Royal
10. Jan-Olov talar om Henry
11. Rättvisans melodi
12. Bilsnack
13. Vill du bli min polis
14. Skottlossning på hundar
15. Pang Pang
16. Snut-Ord
17. Snutarna Lead Theme

## Listplaceringar

### Singeln "Vill du bli min polis?"
| Lista (1994) | Topplacering |
| ------------ | ------------ |
| Sverige      | 23           |